# سوكوبيرا دو نورتي
سوكوبيرا دو نورتي (بالبرتغالية: Sucupira do Norte‏)؛ بلدية في ولاية مارانهاو في المنطقة الشمالية الشرقية من البرازيل.